# Oktamer
Oktamer v biologii a chemii označuje molekulu složenou z osmi menších podjednotek, tzv. monomerů, navzájem kovalentně vázaných, nebo i osm molekul vázaných slabšími mezimolekulárními interakcemi (iontovou vazbou, vodíkovými můstky nebo van der Waalsovými silami). Oktamery jsou speciálním případem oligomerů. Jsou-li podjednotky oktameru identické, nazývá se homooktamerem.